# Liu Binyan

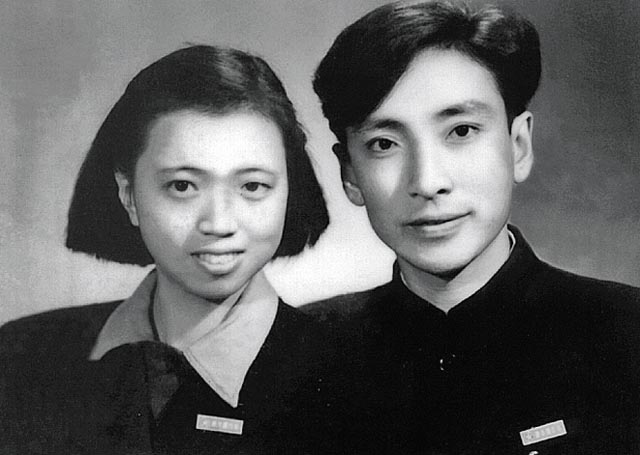
Kopfbild der Ehe von Zhu Hong und Liu Binyan, Oktober 1951.

Liu Binyan (chinesisch 劉賓雁 / 刘宾雁, Pinyin Líu Bīnyàn, * 23. Februar 1925 in Changchun, Jilin; † 5. Dezember 2005 in Trenton, New Jersey) war chinesischer Dissident und Journalist sowie wichtiger Autor Chinas.

## Leben
Liu wurde 1925 als Sohn eines Bahnstreckenarbeiters in China geboren. Er besuchte die Schule lediglich bis zur neunten Klasse, hatte aber großes Interesse an Büchern. Als junger Mann engagierte er sich in der Kommunistischen Partei Chinas, gleichzeitig startete er seine Karriere als Journalist bei der größten Jugendzeitung Chinas „China Youth News“.
Liu Binyan wurde schnell bekannt als Kämpfer gegen die Korruption in der neuen Volksrepublik China. Für seine Aktionen wurde er von der Partei zweimal verbannt, zunächst in den 1950ern in ein kleines Bergdorf und von 1969 bis 1977 in ein Arbeitslager. 1978 wurde ihm die Erlaubnis erteilt, wieder journalistisch tätig zu sein.
1988 bot sich ihm die Möglichkeit, als „Nieman Fellow“ an die Harvard University zu gehen, eine Rückkehr war für ihn nach dem Tian’anmen-Aufstand im Frühjahr 1989 jedoch ausgeschlossen. Er blieb als Dissident in den USA und arbeitete unter anderem für die US-Tageszeitung „Duowei Times“ (多維新聞), die in chinesischer Sprache erscheint. Als Autor wurde er insbesondere mit seinem Werk „China! Mein China!“ (1989) international bekannt.

## Werke
- Interview mit einem „Rechtselement“. in Akzente H. 2, April 1985 S. 132–143 Übers. Helmut Martin
- China! Mein China! Zsolnay, Darmstadt 1989, ISBN 3-552-04138-9
- China's Crisis, China's Hope. Harvard University Press 1990, ISBN 0-674-11882-0